# Saint-Just (Dordogne)
Saint-Just is een gemeente in het Franse departement Dordogne (regio Nouvelle-Aquitaine) en telt 139 inwoners (1999). De plaats maakt deel uit van het arrondissement Périgueux.

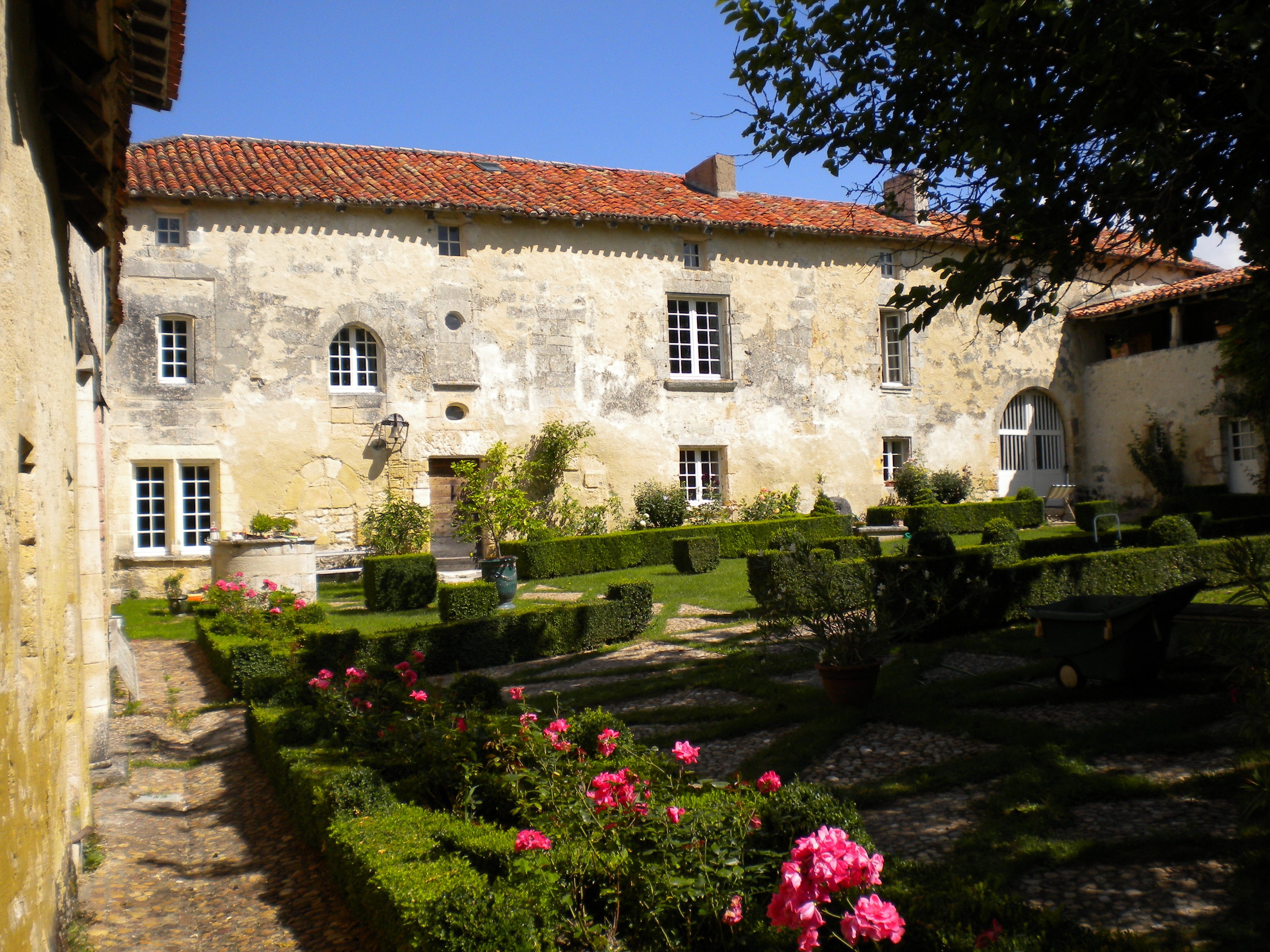
Landhuis in Saint-Just
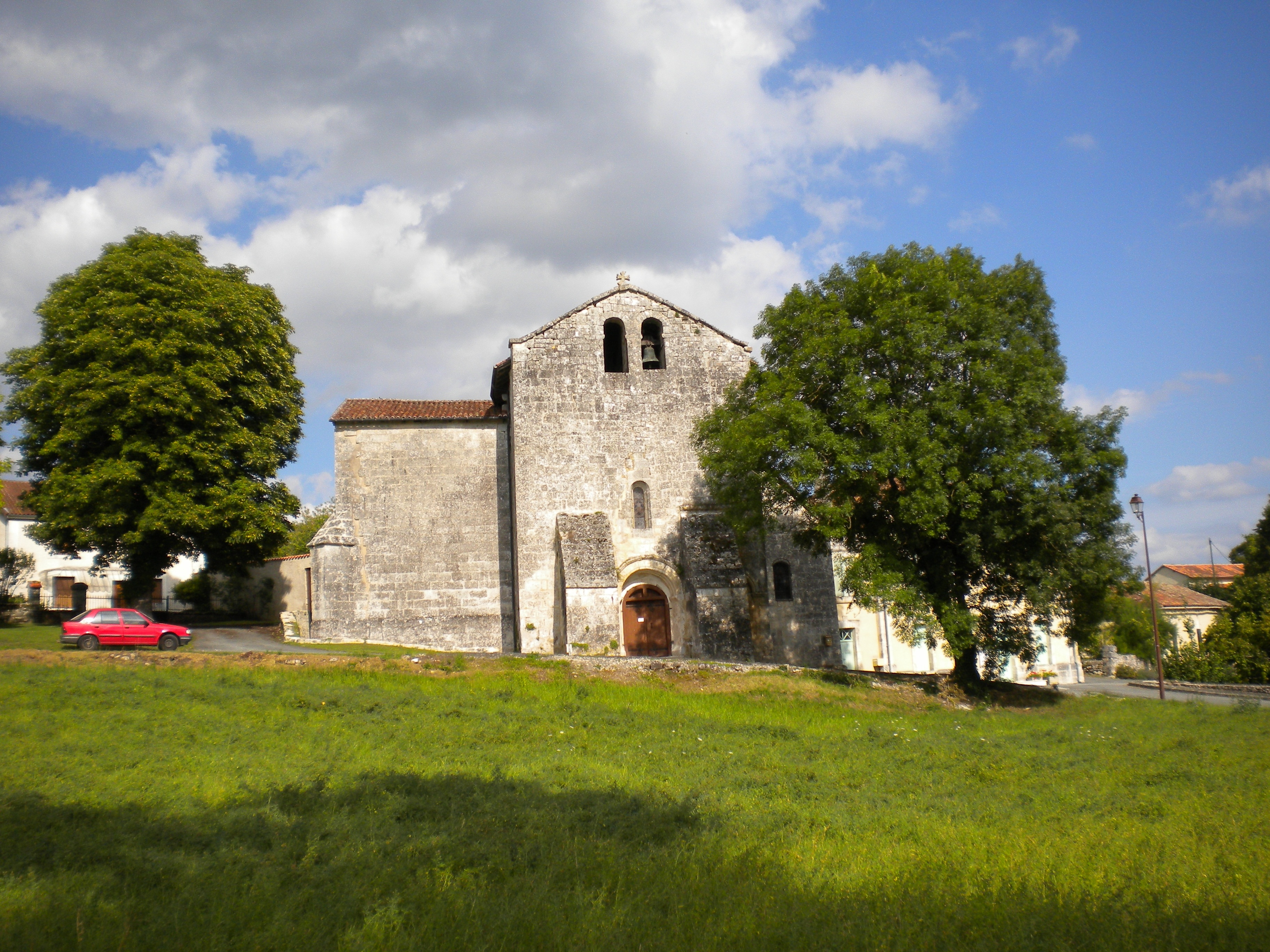
Saint-Just

## Geografie
De oppervlakte van Saint-Just bedraagt 11,5 km², de bevolkingsdichtheid is 12,1 inwoners per km².
De onderstaande kaart toont de ligging van Saint-Just (Dordogne) met de belangrijkste infrastructuur en aangrenzende gemeenten.

## Demografie
Onderstaande figuur toont het verloop van het inwonertal (bron: INSEE-tellingen).